# Luciano Ernesto da Silva Granate
Luciano Ernesto da Silva Granate OA • GOA • MSMM • MOCE • MV • MCC (Lisboa, 16 de Novembro de 1895 - 1974) foi um militar português.

## Biografia
Tirou o curso secundário no Colégio Militar, de 1907 a 1912, após o que assentou Praça como voluntário no Regimento de Cavalaria N.° 2, a 7 de Outubro de 1912, tendo sido logo promovido a Primeiro-Sargento-Cadete. De 1912 a 1914, tirou os preparatórios para a Escola de Guerra, na Faculdade de Ciências da Universidade de Lisboa. De 1914 a 1916, tirou o curso de Oficial da sua Arma de Cavalaria naquela Escola, e foi promovido a Alferes a 14 de Outubro de 1916.
A 20 de Janeiro de 1917, depois de mobilizado, embarcou para a França, para o Corpo Expedicionário Português, como componente do Grupo de Esquadrões do Regimento de Cavalaria N.° 2, incorporado no primeiro comboio de tropas que saía do Rio Tejo para Brest. Em meados de 1917, tendo as duas Secções de Metralhadoras Hotchkiss M1909 Benet-Mercie sido desligadas do Grupo de Esquadrões e enviadas para a frente, no sector de Ferme du Bois, foi nomeado Comandante de uma delas, estacionou na 1.ª linha, junto do Batalhão de Infantaria N.° 34, em frente do Bois de Byé. Passados alguns meses, as referidas secções de metralhadoras retiraram da frente e reuniram-se ao Grupo de Esquadrões, sendo, então, escolhido para prestar serviço no Quartel-General do Corpo Expedicionário Português, em Saint Venant.
Mas, como já anteriormente se tinha oferecido para a Aviação, passado pouco tempo, foi mandado apresentar ao Chefe dos Serviços de Aviação, em Paris, seguindo imediatamente para a Escola de Aviação de Châteauroux, onde tirou o brevet de Piloto-Aviador. Depois, passou para a Escola de Aviação de Avord, onde fez transformação para aviões de caça Nieuport, tendo, em seguida, transitado para a Escola de Acrobacia e Combate de Pau, e, ainda, para a Escola de Tiro Aéreo de Caseaux.
Como, em Julho de 1918, a Aviação Portuguesa tivesse sido mandada regressar à Pátria, os Pilotos-Aviadores foram mandados passar aos Regimentos de origem, por só existir ainda em Portugal uma Unidade de Aviação, a Escola de Vila Nova da Rainha, que tinha os seus Quadros completos.
Em 1918, exerceu o cargo de Secretário do Ministro das Colónias, o Coronel Alfredo Baptista Coelho.
De 27 de Fevereiro de 1919 a 26 de Janeiro de 1935, prestou serviço na Província de Moçambique, onde desempenhou diversas funções e cargos, a saber: de 11 de Maio de 1919 a 3 de Agosto de 1930, na Guarda Nacional Republicana, onde foi Subalterno e Comandante de Esquadrão, de 3 de Agosto de 1930 a 26 de Janeiro de 1935, comandou o Esquadrão de Dragões, seguindo, depois, para a Metrópole. Também exerceu o cargo de Adjunto das Inspecções Militares e várias Comissões de Serviço no Transvaal, participando em diversos concursos hípicos em Joanesburgo e em Nelspruit. Em Lourenço Marques, foi Director e Professor duma Escola Particular de Ensino Primário e Ensino Liceal. Ali foi, também, Fundador do Aero Clube Civil, com outros entusiastas da Aviação. Foi, entretanto, promovido a Tenente a 31 de Maio de 1919 e a Capitão a 30 de Setembro de 1929.
De 24 de Outubro de 1938 a 25 de Setembro de 1939, exerceu as funções de Regente de Estudos no Colégio Militar. Também serviu na Direcção da sua Arma, de 30 de Dezembro de 1939 a 31 de Março de 1941. Entretanto, em 1940, fez o curso para a promoção ao posto de Major, no Instituto de Altos Estudos Militares, e foi promovido a Major a 21 de Setembro de 1940. Em 1943, tomou parte nas manobras no Portugal, de 9 de Outubro a 5 de Novembro. Foi promovido a Tenente-Coronel a 8 de Novembro de 1945.
Serviu no Regimento de Cavalaria N.° 2, por diversas vezes, e que comandou de 4 de Março a 5 de Dezembro de 1947, e serviu novamente na Direcção da sua Arma, de 5 de Dezembro de 1947 a 23 de Dezembro de 1948. Em 1948, estagiou no mesmo Instituto de Altos Estudos Militares para a promoção ao posto de Coronel, e foi promovido a Coronel a 29 de Outubro de 1948. Comandou o Regimento de Cavalaria N.° 8, de 23 de Novembro de 1948 a 10 de Fevereiro de 1951, e serviu noutras Unidades da sua Arma, e na 4.ª Repartição da 2.ª Direcção Geral do Ministério da Guerra, no Serviço de Remonta, também por várias vezes, e que chefiou desde 10 de Fevereiro de 1951 a 30 de Abril de 1953. A 5 de Julho de 1951, foi nomeado Presidente da Comissão encarregada de estudar a produção cavalar no País. De 30 de Setembro de 1951 a 13 de Julho de 1952, tirou no referido Instituto de Altos Estudos Militares o Curso de Altos Comandos, para a promoção ao Generalato, e foi promovido a Brigadeiro a 18 de Março de 1953.
Depois de ter concluído o curso para o Generalato, ainda executou dois serviços na Alemanha Ocidental: um, em 1952, com um grupo de Oficiais-Generais e Coronéis tirocinados, assistindo às manobras dos Exércitos Americano e Francês, entre Kassel e Frankfurt am Main, e participando no exercício Rose Bush, com a 2.ª Divisão Blindada Americana; o outro, em Março de 1953, chefiando uma Comissão de Remonta, que foi às Regiões de Hannover e de Hamburgo adquirir dezoito cavalos para desporto.
Da sua folha de serviço, constam, além de numerosos e importantes louvores, as seguintes condecorações: a Medalha Comemorativa da Campanha do Exército Português de Prata com a Legenda "França, 1917-1918", a Medalha da Vitória, a Medalha de Ouro de Comportamento Exemplar, a Medalha de 2.ª Classe de Mérito Militar e os graus de Oficial da Ordem Militar de São Bento de Avis a 10 de Dezembro de 1940 e de Grande-Oficial da Ordem Militar de São Bento de Avis a 15 de Abril de 1950.
Escreveu e publicou diversos artigos de carácter militar na "Revista Militar" e na "Revista de Cavalaria".
Pai do Coronel Carlos Maria da Silva Granate, Oficial da Ordem Militar de São Bento de Avis a 16 de Agosto de 1957.